# Moțca
Moțca település Romániában, Moldvában, Iași megyében.

## Fekvése
A DN 28A úton, Pascanitól nyugatra fekvő település.

## Története
Moțca és környéke már ősidők óta lakott hely volt, amit az itt feltárt neolit, gravetti és cucuteni kultúrák idejéből származó leletek sokasága (tűzkövek, kőszerszámok, állatalakos figurák) is bizonyít.
A falutól délre fekvő Kálváriának nevezett helyen például újkőkorszaki, az úgynevezett cucuteni kultúra idejéből való házak, kemencék, festett fazekas- és kvarckavics darabok, nyílhegyek, állatalakos figurák kerültek napvilágra.
De a terület gazdag volt bronz és vaskori leleteknen is.
A 2002 évi népszámláláskor 5089, 2007-ben pedig 5153 lakosa volt a településnek.